# Ромита
Ромита (исп. Romita) — город и административный центр одноимённого муниципалитета в мексиканском штате Гуанахуато. Численность населения, по данным переписи 2010 года, составила 21 176 человек.

## История
Город был основан 20 апреля 1832 года Паскуалем Пеньярандом и Фраем Мануэлем Аморостой.

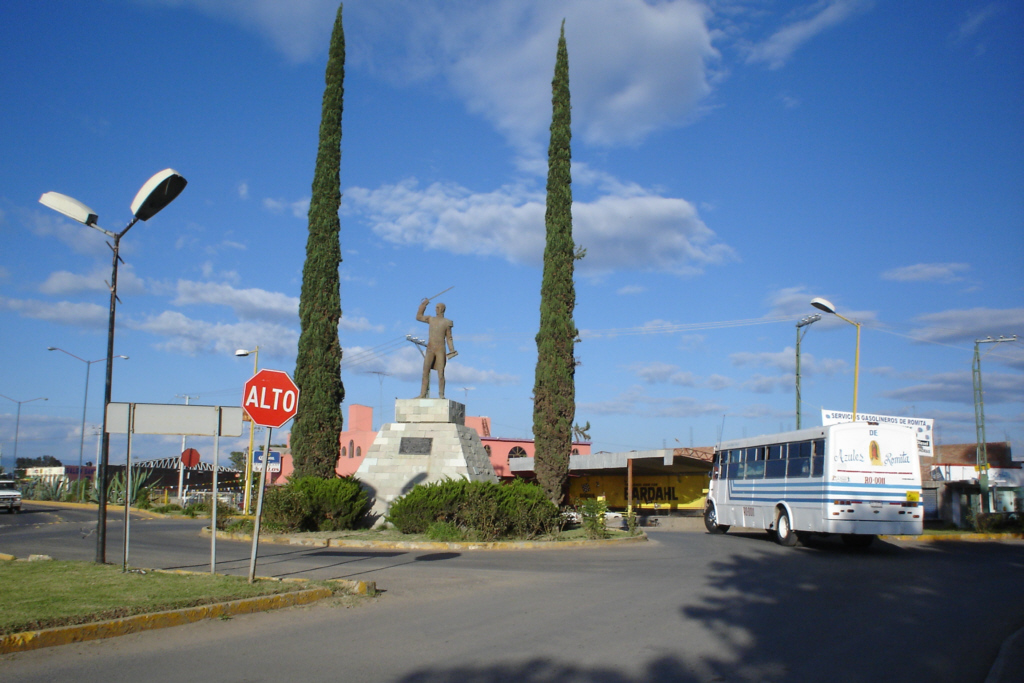
Памятник Хосе Лисеаге в Ромите